# Open Your Box
Albums de Yoko Ono
Yes, I'm a Witch
(2007) Don't Stop Me!
(2009)
Open Your Box est le douzième album de Yoko Ono, sorti le 24 avril 2007.
Suivant le même principe que l'album précédent Yes, I'm a Witch, Open Your Box est une compilation de chansons de Yoko, remixées avec les collaborations de Basement Jaxx, Felix da Housecat et les Pet Shop Boys.
You’re the One est publié en single et atteint la 2e place du Billboard Hot Dance Club Songs aux États-Unis. En août 2008, Yoko réussit également à obtenir la 1re position du classement Dance Chart Play Hot Club, avec Give Peace a Chance.

## Liste des chansons
Toutes les chansons sont composées par Yoko Ono.
| No  | Titre                                                           | Producteur(s) | Durée |
| --- | --------------------------------------------------------------- | ------------- | ----- |
| 1.  | You're the One (Bimbo Jones Main Mix)                           |               |       |
| 2.  | Everyman Everywoman (Basement Jaxx Classic II Mix)              |               |       |
| 3.  | Walking on Thin Ice (Felix da Housecat's Tribute Mix)           |               |       |
| 4.  | Hell in Paradise (Peter Rauhofer Reconstruction Mix)            |               |       |
| 5.  | Give Me Something (Morel Pink Noise Vocal Mix)                  |               |       |
| 6.  | Walking on Thin Ice (Pet Shop Boys Electro Mix)                 |               |       |
| 7.  | I Don't Know Why (Sapphirecut Mix)                              |               |       |
| 8.  | Yang Yang (Orange Factory Down & Dirty Mix)                     |               |       |
| 9.  | Will I (John Creamer & Stphane K Mix)                           |               |       |
| 10. | Everyman Everywoman (Murk Space Mix)                            |               |       |
| 11. | Kiss Kiss Kiss (Superchumbo Main Mix)                           |               |       |
| 12. | Open Your Box (Orange Factory Club Mix)                         |               |       |
| 13. | Walking on Thin Ice (Danny Tenaglia Walked Across the Lake Mix) |               |       |
| 14. | Give Peace a Chance (DJ Dan Vocal Mix)                          |               |       |